# Mnichowice (województwo wielkopolskie)
Mnichowice (niem. Münchwitz) – wieś w Polsce położona w województwie wielkopolskim, w powiecie kępińskim, w gminie Bralin.
W latach 1975–1998 miejscowość administracyjnie należała do województwa kaliskiego. Wieś ta posiada bogatą przeszłość, historycznie położona jest na Dolnym Śląsku.
Wieś należała od 1220 r. do klasztoru Augustynów we Wrocławiu na Piasku, stąd też pochodzi nazwa Mnichowice – od Mnichów. Darował je wówczas klasztorowi Henryk Brodaty pn. Chosnewe, Chosnow. Aktem z 1276 r. Książę Henryk IV zezwolił na lokację wsi na prawie niemieckim. Dzieje tej wsi opiewają również pobyt św. Jadwigi, która przejeżdżając miała tu odpoczywać. Ku jej czci zbudowano kaplicę przydrożną, pierwotnie od 1640 r. drewnianą, a od 1891 murowaną. Zależność wsi od klasztoru miała jeszcze miejsce w 1810 r. po czym rząd pruski sekularyzował jej dobra.
W 1936 r. Antoni Gabriel, mieszkaniec wioski, zbudował samolot "Śląsk", na którym dokonał lotów w najbliższej okolicy powiatu.
W latach 1940–1944 w miejscowości tej znajdował się obóz jeńców angielskich.
Kościół pw. św. Katarzyny -
Wzmianki o drewnianym kościele w Mnichowicach odnajdujemy w 1602 r. Obecna świątynia, murowana, późnobarokowa, jednonawowa, zwrócona prezbiterium ku południu, została wzniesiona w 1802 r., natomiast w 1858, 1887, 1956 r. poddano ją renowacji. Prezbiterium kościoła jest zamknięte półkoliście, z zakrystią od strony wschodniej. Wnętrze świątyni jest nakryte stropem płaskim, w nawie z fasetą. Chór muzyczny jest drewniany, wsparty na profilowanych słupach, z parapetem wklęsło-wypukłym. Ołtarz główny kościoła, dwa boczne, ambona, chrzcielnica oraz organy są wykonane w stylu klasycystycznym, z pocz. XIX w. W ołtarzu bocznym znajduje się obraz Matki Boskiej Różańcowej z pocz. XIX w. Obrazy: Mała św. Rodzina, św. Florian, scena Ofiarowania Chleba, czterej ewangeliści pochodzą z I poł. XIX w. Rzeźby z przełomu XVIII/XIX w. przedstawiają Chrystusa Ukrzyżowanego z Matką Boską, św. Janem i Marią Magdaleną, Chrystusa Zmartwychwstałego, Chrystusa Frasobliwego, św. Jana Nepomucena. Okna świątyni są zamknięte łukiem półkolistym. Dachy kościoła są dwuspadowe, natomiast kwadratowa wieża od strony północnej, jest dwukondygnacjowa zwieńczona hełmem piramidalnym z latarnią, kryta blachą.
Kościół pw. św. Jadwigi -
Na pamiątkę kiedy św. Jadwiga zatrzymała się na odpoczynek w trakcie podróży do swojego małżonka Henryka Brodatego w 1228 r., postawiono krzyż. W 1640 r. na dawnej posiadłości Szymona Kupca wybudowano drewnianą kaplicę ku czci św. Jadwigi. Anonimowy kronikarz opisywał, iż wiele łask uzdrowień doznawano w kaplicy mnichowickiej. Za łaskę zdrowia Ludwik Mosch na miejscu drewnianej kapliczki w latach 1890-1891 wybudował murowany kościół w stylu neogotyckim. 18 września 1891 r. świątynia została poświęcona. Obecnie odbywają się tam msze dwa razy w roku.